# 15-cm-Kanone (E)
Die 15-cm-Kanone (E)  war ein Eisenbahngeschütz der Wehrmacht im Zweiten Weltkrieg.

## Geschichte
Bei der Kanone handelte es sich um das Rohr der aus dem Ersten Weltkrieg stammenden 15-cm SK L/40 und eine sechsachsige Eisenbahnlafette. Sie war eine Zwischenlösung, um bis zur Einführung der neuen modernen Konstruktionen K 5 und K 12 Eisenbahngeschütze zur Verfügung zu haben.
Die Kanone war auf der Eisenbahnlafette um 360° drehbar und konnte mit Hilfe seitlicher Stützen auch seitlich schießen. Die Lebensdauer eines Rohres, das 43 oder 52,5 Kilogramm schwere Geschosse verschoss, betrug ungefähr 1.100 Schuss.
Es wurden vier Kanonen gebaut und in der Eisenbahnbatterie 655 zum Einsatz gebracht.